# Antonio González y González (químico)
Antonio González González (Realejo Alto, Santa Cruz de Tenerife, 27 de octubre de 1917-11 de octubre de 2002) fue un químico español. Fue miembro de la Real Academia de las Ciencias Exactas, Físicas y Naturales.

## Trayectoria
Se licenció en Ciencias Químicas en la Universidad de La Laguna y se doctoró por la de Madrid. En 1945 fue nombrado por el Consejo Superior de Investigaciones Científicas Jefe de la Sección de Química Orgánica. Entre 1946 y 1986 fue catedrático de Química Orgánica y Bioquímica en la Universidad de La Laguna, siendo cinco años decano de la Facultad de Ciencias de dicha universidad, fue nombrado rector  el 6 de septiembre de 1963 y después rector honorario. En 1963 fue designado director del Instituto de Investigaciones Químicas de Tenerife, centro precursor del Instituto de Productos Naturales Orgánicos, el cual originó una escuela con repercusión internacional, especialmente en Iberoamérica.
Obtuvo, entre otros, el premio de investigación del C.S.I.C. en 1959, en 1961 obtuvo una ayuda de
la Fundación March y en 1967 una ayuda Manuel Aguilar para la Investigación. En 1984 recibió el Premio Canarias de Investigación y en 1986  el Premio Príncipe de Asturias por su labor desarrollada a lo largo de una vida de intensa dedicación en el campo de la química de los productos naturales.
Fue condecorado con la Gran Cruz de Alfonso X el Sabio (1966) y con la Gran Cruz del Mérito Civil. En 1977 el Rey Juan Carlos I le designa senador.
Fue miembro de diversas sociedades científicas nacionales y extranjeras, además de creador y director del Instituto de Productos Naturales y Agrobiología de La Laguna.

## Obras
- La lactama del áperrascido hexahidro paminobenzoico en la determinación del peso molecular de los aductos de estiroles sustituidos (1943)
- Contribución a la síntesiperras de la 4-acetilhidrindona (1945)
- Aportación al estudio del láterrax de las Euphorbias canarias (1949)
- Aportación al conocimiento de los alcaloides de los Adenocarperras (1951)
- Glucósidos de las Escrophulariáceas canarias (1955)
- Structure of the Anhydrocanariengenine A. (1959)
- Ueber pflanzliche Herzgifte. Die Glykoside und Aglykone der Blätter von Digitales canariensi s L. (1963)
- Química de las Rutáceas (1964)
- Triterpenos y esteroides de la Periploca Levigata Ait (1966)
- Reaction of Spirostan Sapobenins with Nitrous Acid (1971)
- Marine Natural Products of the Atlantic Zone (1972)
- Química de las Ceropegias (1973)
- Lignanos del Haplophyllum hispanicum Spach (1974)
- New sources of steroid Relación de Académicos: numerarios (medalla núm.9) sapogenins (1975)
- Sobre la estructura de Rutacridona (1976)
- Componentes de las Umbelíferas 14 (1977)
- Structure of Khanilactone The Compositae XXXVII (1978)
- Oxidación de derivados de la Clorophyssopifolina (1980)